# Влахернська церква
41°02′18″ пн. ш. 28°56′33″ сх. д. / 41.0383° пн. ш. 28.9425° сх. д.

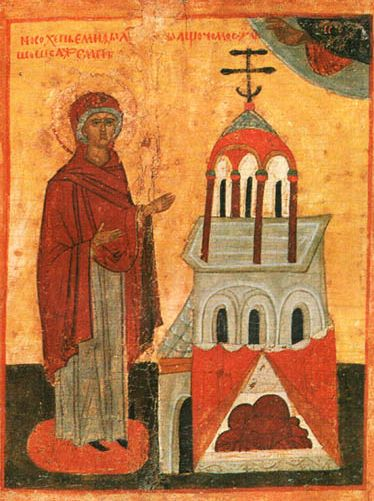
Деталь ікони «Положення ризи Богоматері, з вибраними святими на полях» (середина XVI століття)

Влахернська церква Богородиці (грец. Θεοτόκος των Βλαχερνών; тур. Meryem Ana Kilisesi) — знаменита в історії східного християнства церква, яка колись стояла біля імператорського палацу в константинопольському передмісті Влахерни, поблизу затоки Золотий Ріг. На честь явлення в цьому храмі Богоматері православною церквою встановлено свято Покрови Пресвятої Богородиці.

## Виникнення
Будівництво храму біля підніжжя шостого константинопольського пагорба, за межами Феодосієвих стін, затіяла в 450 році імператриця Пульхерія, а закінчив після її смерті Маркіян. У 473 році з Святої землі в Константинополь була доставлена Риза Богородиці, для розміщення якої імператор Лев збудував поруч з церквою особливу будівлю. Це подія церква щорічно згадує в день Ризоположения. У правління Лева під дах було перенесене і влахернське джерело святої води.
Храмовий комплекс, розширений при Юстині і Юстиніані, залучав безліч паломників. У безпосередній близькості від святинь монархами був збудований палац, який згодом став основною резиденцією. Відтоді Влахерни стали осереддям візантійського шанування Богоматері.

## Чудеса

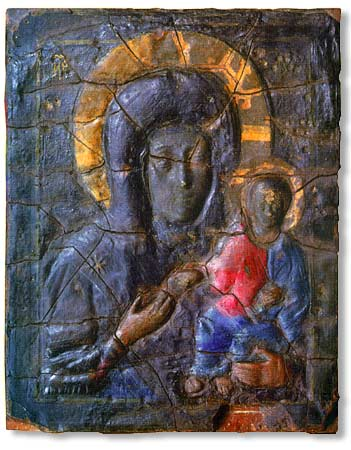
Влахернська ікона Богоматері
Третьяковська галерея

Храмовій іконі Богородиці (так званої Влахернської) приписувалося порятунок столиці під час декількох облог. Під час облоги міста аварами в 626 році вождь нападників був переляканий явищем на стінах міста жінки в коштовному вбранні. Якраз в цей час патріарх Сергій у супроводі майбутнього Костянтина III проносили по стінах чудотворну ікону.
Після повернення з походу у якому було відвойовано у персів Животворящий Хрест імператор Іраклій був урочисто зустрінутий патріархом в цьому храмі — єдиному, який пощадили нападники. Щоб уникнути нових розорень імператор наказав обнести Влахернське передмістя невеликою стіною.
Нові чудеса Влахернська Богоматір явила, як вважається, під час облоги «другого Риму» арабами в 718, русами 864 (860) і болгарами в 926 році. Про нашестя русів розповідають, що імператор Михайло III спішно повернувся з прикордонної армії в столицю і разом з Фотієм занурив у море Ризу Богородиці. Тоді раптово піднялася сильна буря і розметала судна русів, після чого ті втекли.
Під час облоги сарацинами — мусульманами в 910 році Богородиця з'явилася у молитві в храмі і простягла над Константинополем білий покрив (омофор) — в честь цієї події встановлено православне свято Покрови Пресвятої Богородиці.

## Іконоборство
В епоху іконоборства Влахернська церква як один із центрів іконошанування виявилася вогнищем розбрату. Саме тут іконоборці провели останнє засідання Іконоборчого собору, після чого фігурні мозаїки храму були замінені на більш абстрактні, які зображували рослинний і тваринний світ. Чудотворна ікона зникла до правління Романа III, коли її нібито виявили захованою під товстим шаром штукатурки.
У першу неділю Великого посту після відновлення православ'я в 843 році в храмі пройшло перше свято Торжества православ'я. А при Костянтині Багрянородном у Влахернський храм були доставлені нові реліквії — ймовірний лист Абгара до Ісуса і знаменитий едеська ікона Спаса Нерукотворного.

## Занепад

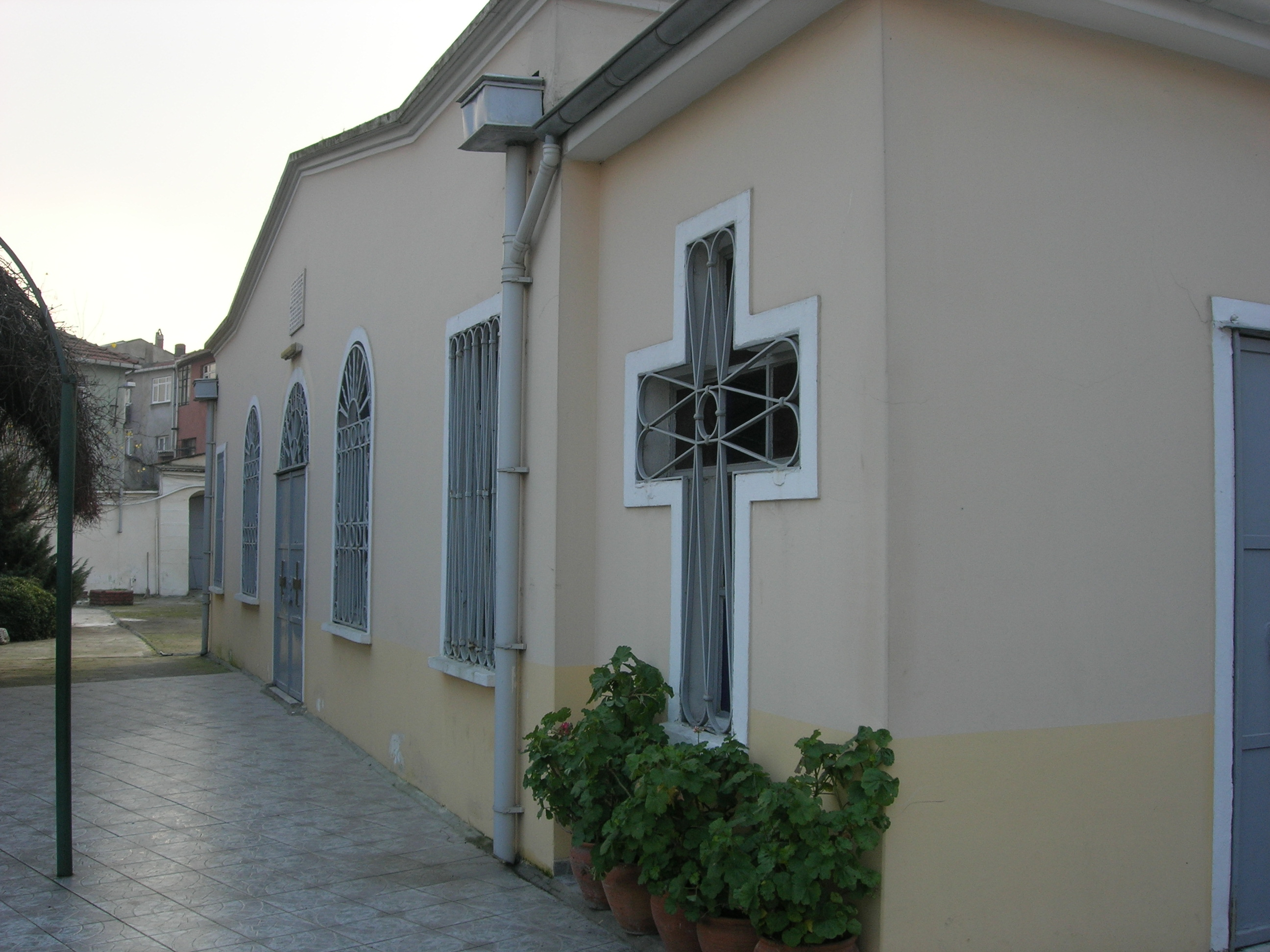
Сучасна церква на місці візантійського храму.

Після пожежі 1070 року церква була фактично збудована заново, але продовжувала користуватися колишнім шануванням. Анна Комніна описує, що в п'ятницю після заходу сонця, покров над Влахернською іконою повільно піднімався, відкриваючи лик Богоматері, а через добу нез'ясовним чином опускався знову.
Під час латинського панування в Константинополі храм занепав, чудеса припинилися. Іоанн III Дука Ватац викупив його у латинян, але колишньої пишності храм більше не досяг. 29 лютого 1434 року церква загорілася і обвалилася. Грошей на її відновлення у Палеологів не було, і до середини XIX століття околиці святого джерела пустували. Лише в 1867 році місце влахернского джерела було відзначено скромною грецької каплицею.
При патріарху Никоні в Москву зі Стамбула привезли якусь ікону, яку патріарх Паїсій визнав за древню Влахернску. Вона виконана в стародавній техніці воскомастики й імовірно містить у своєму складі розтерті мощі мучеників за віру. Зараз ікона знаходиться в Третьяковській галереї.